# Louis Schmeisser
Louis Schmeisser (Zöllnitz, 5. veljače 1848. – Suhl, 23. ožujka 1917.) bio je jedan od najpoznatijih tehničkih dizajnera oružja u Europi. Povezan je s razvojem i proizvodnjom mitraljeza Bergmann korištenih tijekom Prvog svjetskog rata. Dizajnirao je pištolj Dreyse 1907 koji je korišten u oba svjetska rata.